# Lewobaru
Lewobaru is een bestuurslaag in het regentschap Garut van de provincie West-Java, Indonesië. Lewobaru telt 3417 inwoners (volkstelling 2010).